# Europastraße 421
Die Europastraße 421 (Abkürzung: E 421) ist eine Europastraße, die sich von der deutschen Grenze bei Aachen durch Belgien (Provinz Lüttich) und Luxemburg in nord-südlicher Richtung erstreckt.

## Verlauf
Aachen – Eupen – Malmedy – Sankt Vith – Ettelbrück – Colmar-Berg – Luxemburg.
Die Europastraße beginnt an der deutsch-belgischen Grenze bei Köpfchen, einem Stadtteil von Aachen, folgt der belgischen Nationalstraße 68 und kreuzt die E 40, bevor sie über Eynatten und Eupen nach Malmedy führt. Ab dort folgt sie der Nationalstraße 62, die über Sankt Vith, in dessen Nähe sie mehrfach die E 42 kreuzt, und Burg-Reuland die belgisch-luxemburgischen Grenze bei Malscheid (BEL)/Wemperhardt (LUX) erreicht. Der Straßenverlauf entspricht auf Luxemburger Seite nun der N 7. Die N7 passiert Weiswampach und Heinerscheid sowie Marnach. Nördlich von Diekirch wechselt die E 421 auf die N27A und geht dann in die B7 über, die nördlich von Colmar zur A7 wird. An Mersch vorbei verlässt die E 421 die Autobahn und führt auf der Strecke der N 7 durch das Alzettetal nach Luxemburg.